# Monbéqui
Monbéqui é uma comuna francesa na região administrativa da Occitânia, no departamento de Tarn-et-Garonne. Estende-se por uma área de 6.78 km², e possui 638 habitantes, segundo o censo de 2018, com uma densidade de 94 hab/km².